# 松江省 (中华人民共和国)
松江省，為中國共產黨政权在东北解放区所成立的省份之一。省會為哈爾濱和牡丹江。中華人民共和國建國後，於1954年廢省，併入黑龍江省。

## 行政沿革
1945年8月15日，抗日戰爭勝利。中共在哈爾濱市開始組建政府。9月下旬，按中共東北行政委員會指示，在哈爾濱市成立松江省民主政府，轄區同滿州國的濱江省。10月下旬，先後成立哈東、哈北、哈南地區行政專員辦事處。
1946年1月12日，國民政府接收哈爾濱市，成立松江省，松江省民主政府遷至賓縣。2月，松江省民主政府將通河縣劃歸合江省管轄。3月，將哈西專區的肇東、肇州2縣和郭爾羅斯後旗劃歸吉江行政區管轄，同时撤銷哈西專區。4月23日，國民政府松江省政府主席關吉玉等撤走。
1948年，牡丹江省部分縣市併入，轄有雙城、五常、拉林、阿城、尚志、賓縣、方正、通河、巴彥、延壽、林蘭、呼蘭、寧安、海林、綏陽、穆棱及牧丹江市共計16縣1市。
1949年4月21日，中共東北行政委員會決定，撤銷合江省，併入松江省，哈爾濱市改為省轄市，劃歸松江省管轄，並將北部的佛山縣劃歸黑龍江省管轄。轄有4市、32縣，省會哈爾濱市。6月，撤銷綏濱縣，併入富錦縣。12月，將黑龍江省的佛山縣劃歸松江省管轄。
1950年3月，興山市改稱鶴崗市。
1952年，由東北行政委員會領導。將佛山縣劃歸黑龍江省。原湯原縣所屬南岔地區設置伊春縣，駐伊春街。 
1953年，哈爾濱市改為中央直轄市，由東北行政委員會代管。省會遷往牡丹江市。轄3市、32縣。 
1954年，在雙鴨山礦區設立相當於縣級的礦區人民政府，由松江省直接領導。6月19日，中共中央人民政府決定，撤銷松江省建制，併入黑龍江省。8月1日，省機構正式合併。

## 行政區劃
- 3省轄市：
  - 牡丹江市（省會）
  - 佳木斯市
  - 鶴崗市
- 32縣：
  - 雙城縣
  - 尚志縣（原珠河、葦河2縣併置，駐珠河，以紀念抗日英雄趙尚志而命名）
  - 巴彥縣
  - 賓縣
  - 阿城縣
  - 呼蘭縣
  - 五常縣
  - 海林縣
  - 木蘭縣
  - 延壽縣
  - 拉林縣
  - 寧安縣
  - 勃利縣
  - 雞西縣
  - 湯原縣
  - 密山縣
  - 樺南縣
  - 樺川縣
  - 依蘭縣
  - 富錦縣
  - 穆棱縣
  - 通河縣
  - 東寧縣（原綏芬縣併入，駐綏芬河）
  - 方正縣
  - 集賢縣
  - 林口縣
  - 寶清縣
  - 虎林縣
  - 蘿北縣
  - 饒河縣
  - 撫遠縣
  - 佛山縣
- 1礦區
  - 雙鴨山礦區